# Pajiștile dintre Șeica Mare și Veșeud
Pajiștile dintre Șeica Mare și Veșeud este o arie protejată (arie specială de conservare — SAC, sit de importanță comunitară — SCI) din România, desemnată în scopul protejării biodiversității și menținerii într-o stare de conservare favorabilă a florei spontane și faunei sălbatice, precum și a habitatelor naturale de interes comunitar aflate în arealul zonei de protecție. Aceasta se întinde pe o suprafață de 332,7 ha, integral pe uscat.

## Localizare
Centrul sitului Pajiștile dintre Șeica Mare și Veșeud este situat la coordonatele 45°59′36″N 24°09′59″E / 45.993408°N 24.166483°E. Situl se întinde pe teritoriile administrative ale comunelor Șeica Mare și Slimnic din județul Sibiu.

## Înființare
Situl Pajiștile dintre Șeica Mare și Veșeud a fost declarat sit de importanță comunitară (ROSCI0431) în ianuarie 2016 pentru a proteja un număr necunoscut de specii din flora spontană și fauna sălbatică aflate în arealul zonei. Situl a fost protejat și ca arie specială de conservare în mai 2022

## Biodiversitate
Situată în ecoregiunea continentală, aria protejată conține 3 habitate naturale: Pajiști uscate seminaturale și facies de acoperire cu tufișuri pe substraturi calcaroase (Festuco-Brometalia) (* situri importante pentru orhidee), Pajiști stepice subpanonice, Stepe ponto-sarmatice.
La baza desemnării sitului se află un număr nedeclarat de specii protejate.